# Клан Флемінг

Нашоломник клану Флемінг.

Герб вождів клану Флемінг.

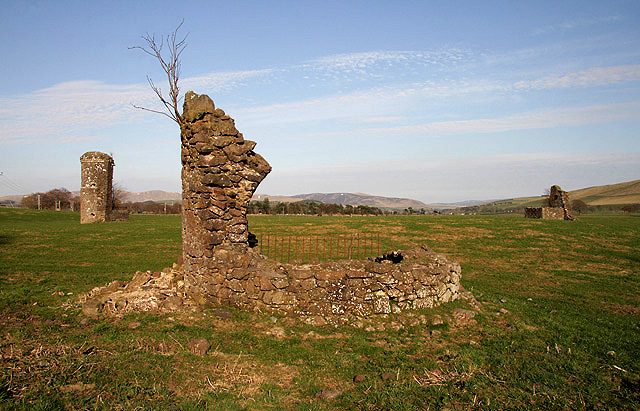
Руїни замку Богхолл.

Клан Флемінг (шотл. - Clan Fleming) - один з кланів рівнинної частини Шотландії - Лоулендсу. На сьогодні клан не має визнаного герольдами та лордом Лева Шотландії вождя, тому називається в Шотландії «кланом зброєносців».
Гасло клану: Нехай покажуть вчинки
Землі клану: Ланаркшир
Історична резиденція вождів клану: Замок Камберналд
Останній вождь клану: Чарльз Флемінг - VII граф Вінгтон (пом. 1747)
Союзні клани: Дуглас
Ворожі клани: Твіді

## Історія клану Флемінг

### Походження клану Флемінг
Назва клану Флемінг походить від французької назви Ле Флемін (фр. - le Fleming) — є версія, засновники клану походять з Фландрії. У XII столітті фламандські купці торгували в Шотландії, купували у шотландських кланів шерсть. Фламандець Балдвін (Болдуїн) поселився в Біггар, що в південному Ланаркширі завдяки покровительству короля Шотландії Девіда І. Цей Болдуїн став шерифом Ланарка в часи королів Малкольма IV та Вільгельма І Лева. Ця посада стала спадковою і його нащадки теж були шерифами Ланарка.

### XIII - XIV століття
У 1296 році король Англії Едвард І Довгоногий користуючись тим, що трон Шотландії став вакантним, захопив Шотландію і змусив вождів шотландських кланів присягнути йому на вірність і підписати відповідний документ - «Рагман Роллс». У цьому документі є імена дев'яти шляхетних фламанців, що жили в Шотландії. Один з них - Роберт Флемінг. Через кілька років цей же сер Роберт Флемінг приєднався до Роберта Брюса - борця за незалежність Шотландії. Підтримав він Роберта Брюса і після смерті Коміна у 1306 році - конкурента Роберта Брюса на трон Шотландії.
У 1342 році сер Малкольм Флемінг Камбернальд отримав титул графа Вігтауна від короля Шотландії Девіда II за вірну службу і допомогу в боротьбі з Англією. Онук сера Малкольма - Томас Флемінг продав графський титул Арчібальду Дугласу - лорду Галловей і це було підтверджено грамотою короля Шотландії Роберта II.

### XV століття
Сер Малкольм Флеммінг Біггар та Камберналд був посвячений у лицарі королем Шотландії Робертом III. У 1423 році він був одним із заручників, які пішли в англійський полон для того, щоб англійці звільнили полоненого короля Шотландії Якова I. Цей же сер Малкольм Флемінг став радником і другом Вільяма Дугласа,VI графа Дугласа і був серед тих людей, що супроводжували графа Дугласа в Единбурзький замок на запрошення губернатора замку Лівінгстона і канцлера Крайтона в листопаді 1440 року, де були заарештовані граф Дуглас, його брат Девід і Малкольм Флемінг. Після швидкого «суду» вони були обезголовлені. Землі клану Флемінг були конфісковані, молодший син Малкольма сер Роберт Флемінг втратив все, але потім землі йому були повернені королем Шотландії Яковом II. Сер Роберт Флемінг отримав титул лорда і став депутатом парламенту Шотландії в 1460 році.

### XVI - XVII століття
Онук сера Роберта - Джон Флемінг,ІІ лорд Флемінг був опікуном малолітнього короля  Якова V в липні 1515 році. У 1517 році Джон Флемінг став канцлером Шотландії. 1 листопада 1524 року він був убитий Джоном Твіді Друммелзіром - вождем клану Твіді. Малкольм Флемінг, ІІІ лорд Флемінг отримав посаду Великого Чемберлена Шотландії і одружився з леді Джанет Стюарт - дочкою короля Шотландії Джеймса IV. Цей Малкольм Флемінг загинув під час битви під Пінкі-Клев у 1547 році.
У 1548 р Джеймс Флемінг, IV лорд Флемінг супроводжував молоду королеву Мері до Франції, де вона вийшла заміж за спадкоємця престолу. Він отримав посаду Великого Чемберлена Шотландії, був одним з восьми комісарів королівського весілля в 1558 році. Проте він був отруєний два тижні по тому в Парижі.
У 1606 році Джон Флемінг, VI лорд Флемінг отримав титул графа Вігтауна. Титул знову повернувся клану Флемінг.

### XVIII століття
Клан Флемінг підтримав якобітів і підтримував короля Англії Якоба) II (він же - король Шотландії Яків VII). Але після Славної революції  1688 року вождь клану Флемінг зберіг титул графа і свої землі. Клан Флемінг різко виступав проти союзу Англії і Шотландії в парламенті в 1706 році. Під час повстання якобітів у 1715 році вождь клану Флемінг був заарештований каштеляном Единбурзького замку. Чарльз Флемінг успадкував титули і землі свого брата, коли той помер у 1747 році.

## Замки клану Флемінг
- Замок Біггар - колись стояв у південному Ланаркширі, був сильним укріпленим замком. оборонною твердинею, збудований у XIII столітті. Належав Балдуїну Біггару та його нащадкам.  Потім вони переїхали в замок Богхолл у XIV столітті. Нині від замку Біггар лишилися руїни.
- Замок Богхолл - стояв на південь від замку Біггар, Ланаркшир. На місці замку була старовинна фортеця, яка в XVI столітті була перебудована. Король Англії Едвард II захопив цей замок у 1310 році і деякий час перебував в ньому. Від замку лишилися руїни двох D-подібних веж, решта повністю зруйновано.
- Замок Камбернальд - у центральній Шотландії, у свій час був потужним замком, зараз від нього лишилися тільки вбогі руїни, окремі фрагменти колишніх споруд. Замок належав клану Комін, але потім був захоплений кланом Флемінг у 1306 році. Королева Шотландії Марія І Стюарт відвідувала цей замок. У цьому замку в 1646 році був підписаний Національний пакт Шотландії. Замок був спалений в 1746 році полком драгунів армії Великої Британії під час придушення повстання якобітів.